# Чемпионат мира по трековым велогонкам 1893
Чемпионат мира по трековым велогонкам 1893 года прошёл с 11 по 12 августа в Чикаго (США).

## Медалисты
| Дисциплина                       | Золото                 | Серебро           | Бронза            |
| Спринт 1 миля Любители           | Артур Циммерман        | Джон С. Джонсон   | Джон Патрик Блисс |
| Гонка за лидером 100 км Любители | Лауренс Смитц Мейнтьес | Эмили Ульбрихт    |                   |
| 10 км                            | Артур Циммерман        | Джон Патрик Блисс | Джон С. Джонсон   |